# Antimon(V)-chlorid
Antimon(V)-chlorid ist eine chemische Verbindung aus der Gruppe der Chloride.

## Geschichte
Antimon(V)-chlorid wurde zum ersten Mal 1825 von Heinrich Rose beschrieben. Die Kristallstruktur konnte 1959 von Stanley M. Ohlberg aufgeklärt werden.

## Gewinnung und Darstellung
Antimon(V)-chlorid kann durch Reaktion von Chlorgas mit geschmolzenem Antimontrichlorid gewonnen werden:
{\displaystyle {\ce {SbCl3 + Cl2 -> SbCl5}}}

## Eigenschaften
Antimon(V)-chlorid ist eine farblose bis gelbliche, an Luft rauchende Flüssigkeit mit unangenehmem Geruch. Unter Normaldruck verdampft die Verbindung ab 140 °C, wobei sie sich ab 70 °C zu Chlor und Antimontrichlorid zu zersetzen beginnt. Mit wenig Wasser entstehen die Hydrate SbCl5·H2O und SbCl5·4H2O. Mit viel Wasser zersetzt es sich mit heftiger Reaktion.
{\displaystyle {\ce {SbCl5 + 4H2O -> H3SbO4 + 5HCl}}}
Antimon(V)-chlorid liegt bei −30 °C als Monomer vor und bildet eine trigonale Bipyramide. Es kristallisiert in der hexagonalen Raumgruppe P63/mmc (Raumgruppen-Nr. 194) mit den Gitterkonstanten a = 741,4 pm und c = 794,0 pm. Die Elementarzelle enthält dabei zwei Moleküle. Bei tiefen Temperaturen ab −55 °C bildet sich das doppelt chlorverbrückte Dimer Sb2Cl10 mit einer kantenverknüpften doppeloktaedrischen Struktur aus, was an einer Farbänderung von gelb nach orange sichtbar wird. Die Dimerisierungsenthalpie beträgt −7,5 kJ/mol (−1,8 kcal/mol).

## Verwendung
Antimon(V)-chlorid wird als Chlorierungsmittel bei organischen Synthesen verwendet, zudem ist es eine starke Lewis-Säure, die Chloridionen abstrahiert und dabei das Hexachloroantimonat-Ion bildet. In der Dünnschichtchromatographie dient eine Antimon(V)-chlorid-Lösung in Chloroform oder Tetrachlormethan als Anfärbereagenz.